# Luc Dietrich

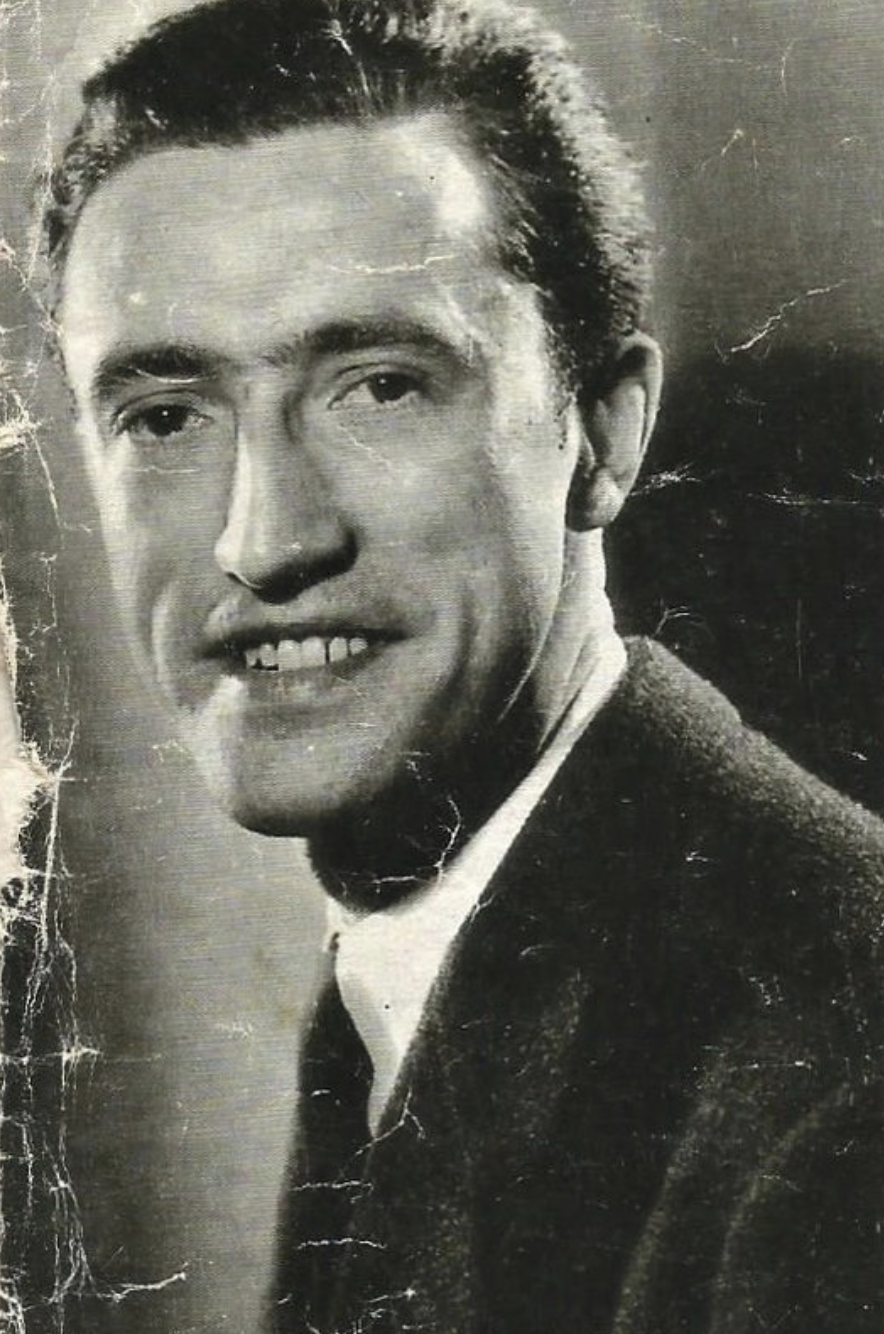
Luc Dietrich

Luc Dietrich (* 17. März 1913 in Dijon; † 12. August 1944 in Paris) war ein französischer Schriftsteller.

## Leben und Werk
Luc Dietrich wuchs in Heimen und bei seiner Mutter auf, die an Drogenkonsum starb, als er 18 war. Sein Freund und Meister Lanza del Vasto schrieb 1933 mit ihm „Das Buch der Träume“, das erst 1951 postum veröffentlicht wurde. Luc Dietrichs von Lanza del Vasto angeregter autobiographischer Roman „Das Glück der Traurigen“ (Le bonheur des tristes) von 1935 wurde für den Prix Goncourt vorgeschlagen. Darin erzählte er sein Leben bis zum Tod der Mutter. Sieben Jahre später enthielt der ebenfalls autobiographische Roman „Die Erlernung der Stadt“ (L’apprentissage de la ville) die Fortsetzung seiner Existenz als ausgehaltener Liebhaber im Ganovenmilieu und den Verzicht auf die große Liebe. 1938 traf er auf René Daumal, der ihn 1942 mit dem Esoteriker Georges I. Gurdjieff bekannt machte. Er starb im Alter von 31 Jahren an den Folgen eines Unfalls.
Luc Dietrichs eigentlicher Vorname war Raoul-Jacques. Den pseudonymischen Vornamen Luc nahm er aus Verehrung für Luc Durtain an. Luc Dietrich trat auch als Fotograf in Erscheinung.

## Werke (Auswahl)

### Zu Lebzeiten erschienen
- Huttes à la lisière. (Dichtung, 1931. Éolienne, Arcueil 1995)
  - Poésies (Rocher, Monaco 1996)
- Le Bonheur des tristes (Denoël et Steel, Paris 1935. 1945, 1950, 1951, 1952, 1962, 1980, 1995, 1999, 2016 in weiteren Verlagen)
- Terre (Denoël et Steele, Paris 1936, 2015, Prosadichtung)
- L’Apprentissage de la ville. Roman (Denoël, Paris 1942, 1955, 1973, 1993, 1995, 2016)
- Photographies (Paris 1943, Vorwort von Paul Éluard)

### Postum
- (mit Lanza del Vasto) Dialogue de l’amitié (Robert Laffont, Paris 1946, 1992)
- (mit Lanza del Vasto) L’Injuste grandeur, rêves, récits, poésies posthumes. Précédé de: Histoire d’une amitié, par Lanza del Vasto (Denoël, Paris 1951)
  - L’injuste grandeur ou Le livre des rêves (Rocher, Monaco 1993)
- (Hrsg.) Lanza del Vasto: Le Chiffre des choses (Denoël, Paris 1953)
- Sapin ou La chambre haute. Hrsg. Frédéric Richaud. (Eoliennes, Bastia 2014, verfasst 1936)